# Max Raphael Hahn
Max Raphael Hahn (geb. 22. April 1880 in Göttingen; gest. März 1942 in Riga) war ein jüdischer Unternehmer, Vorsitzender der jüdischen Gemeinde Göttingen und Kunstsammler.

## Leben

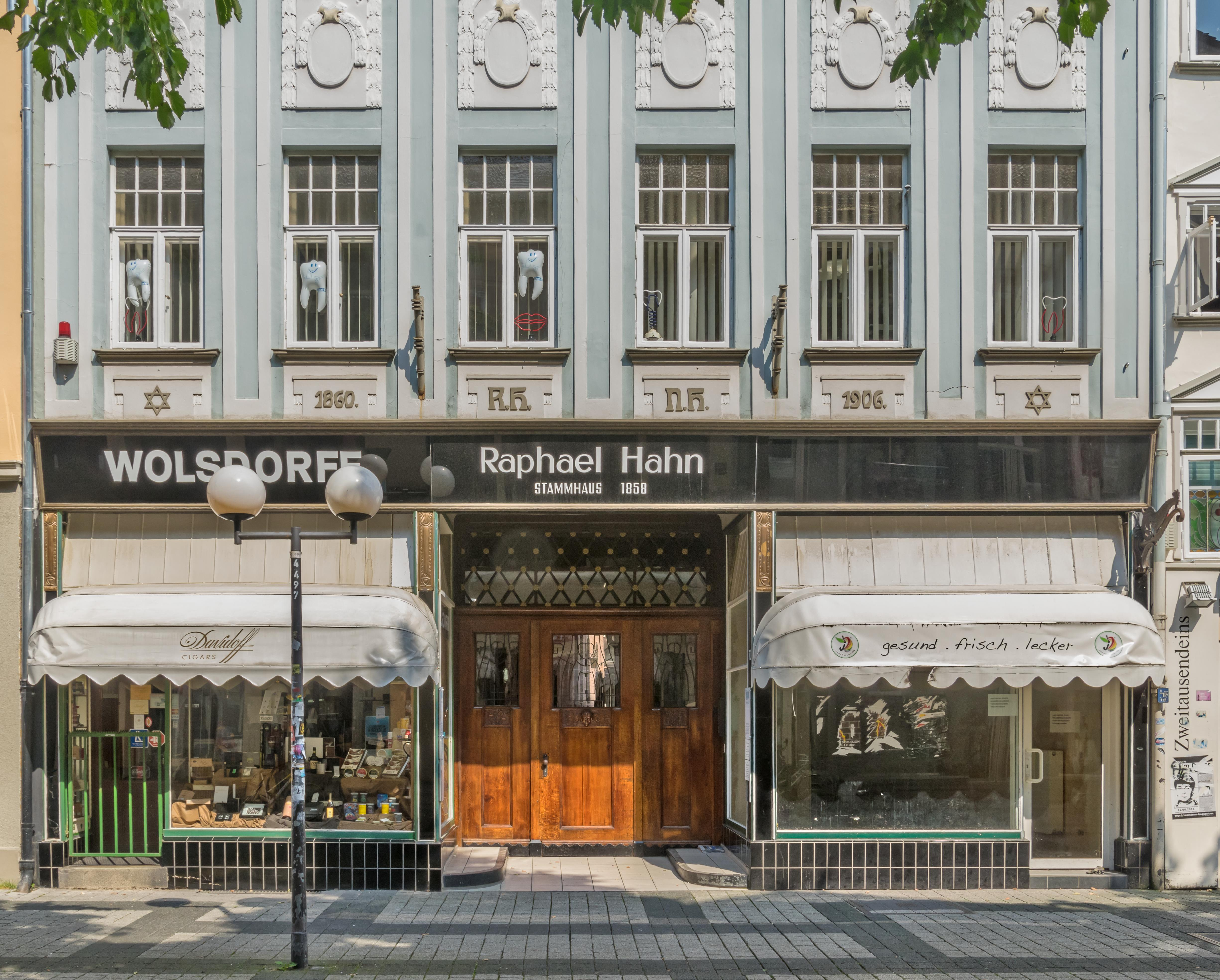
Wohn- und Geschäftshaus der Familie, Weender Str. 70

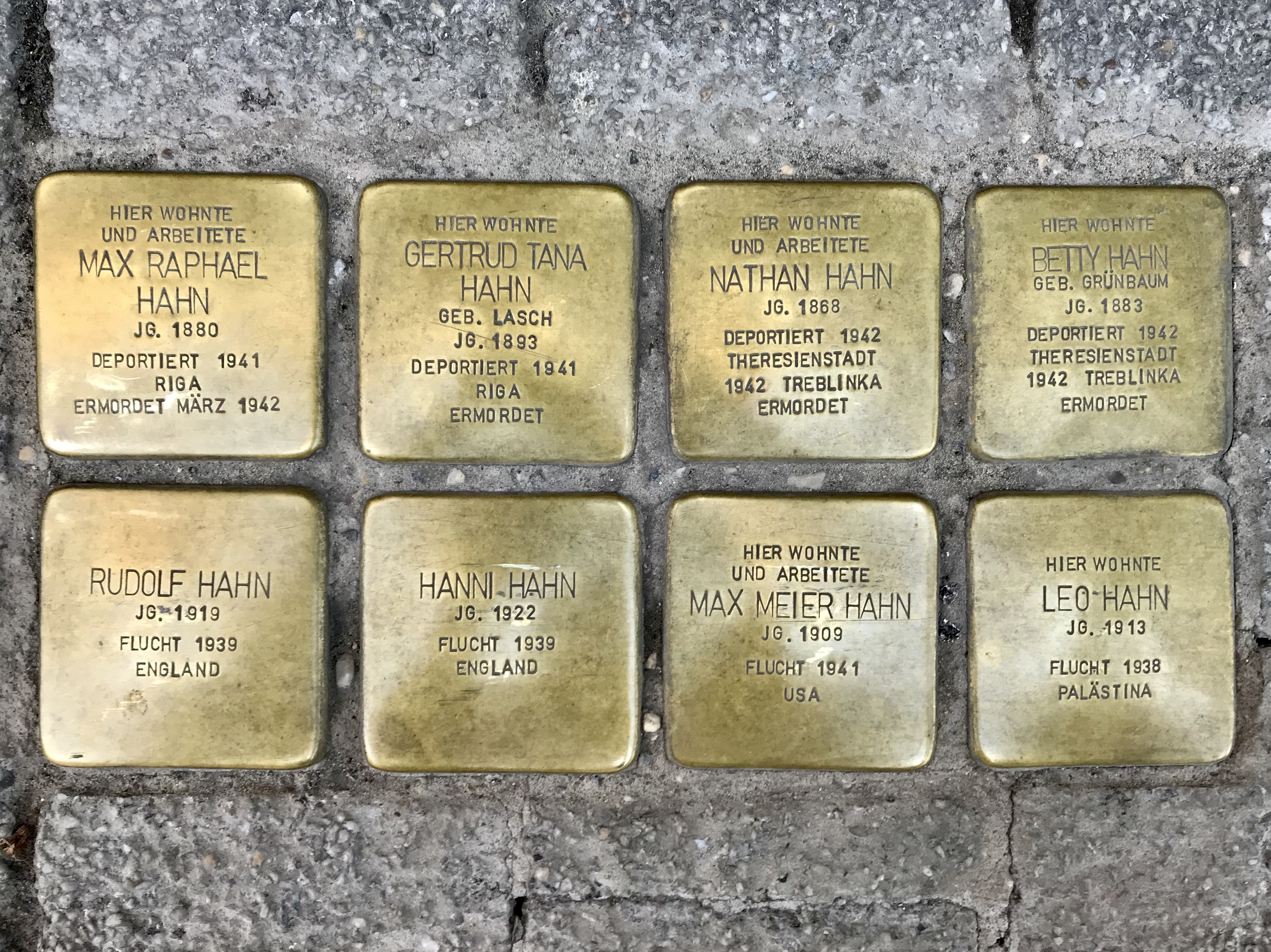
Stolpersteine für die Familie Hahn

Max Raphael Hahn war der jüngste Sohn des aus dem hessischen Rhina stammenden jüdischen Kaufmanns Raphael Hahn (geb. 27. Mai 1831 in Rhina, gest. 22. Dezember 1915 in Göttingen) und dessen aus dem thüringischen Geisa stammenden Ehefrau Hannchen Blaut (geb. 25. November 1837 in Geisa, gest. 24. November 1908 in Göttingen). Raphael Hahn war 1858 nach Göttingen gekommen und hatte hier einen Zweig des auf den Handel mit Fellen und Därmen spezialisierten Familienunternehmens gegründet. 1860 hatte er geheiratet; das Paar hatte insgesamt 12 Kinder, von denen jedoch nur sieben das Säuglings- und Kleinkindalter überlebten. 1864 erwarb Raphael Hahn das große Haus in der Weender Straße 63 (heute 70) in Göttingen, das zum Stammsitz der Familie werden sollte, woran noch heute eine in den 1960er Jahren erneuerte Inschrift erinnert.
Im Jahre 1896 trat Max Raphael Hahn in das väterliche Geschäft ein, in dem seit 1887 bereits sein ältester Bruder Nathan (geb. 27. November 1868 in Göttingen, ermordet im September 1942 in Treblinka) tätig war. Die beiden Brüder führten das Geschäft, an dem der Vater – obwohl seit 1899 offiziell nicht mehr Geschäftsführer – bis zu seinem Tod 1915 noch immer lebhaften Anteil nahm, bis zur Vertreibung der Familie durch die Nationalsozialisten im Jahre 1940 gemeinsam. Nathan und Max Raphael Hahn gelang es, die Firma Raphael Hahn, Göttingen, zu der später eine Schuhfabrik ebenso gehörte wie ausgedehnter Immobilienbesitz, zum erfolgreichsten jüdischen Unternehmen in Göttingen und zu einem der erfolgreichsten Unternehmen der Stadt überhaupt zu machen.
Während des Ersten Weltkriegs stellten sich beide Brüder der Heeresverwaltung zur Verfügung: Die Firmenlager dienten unter der Leitung von Nathan Hahn als Sammellager für Häute und Fälle, die für die Truppenausstattung gebraucht wurden, und Max Raphael Hahn arbeitete als Lederexperte für die Preußische Kriegsrohstoffabteilung zunächst in Leipzig, dann in Wien und in Budapest.

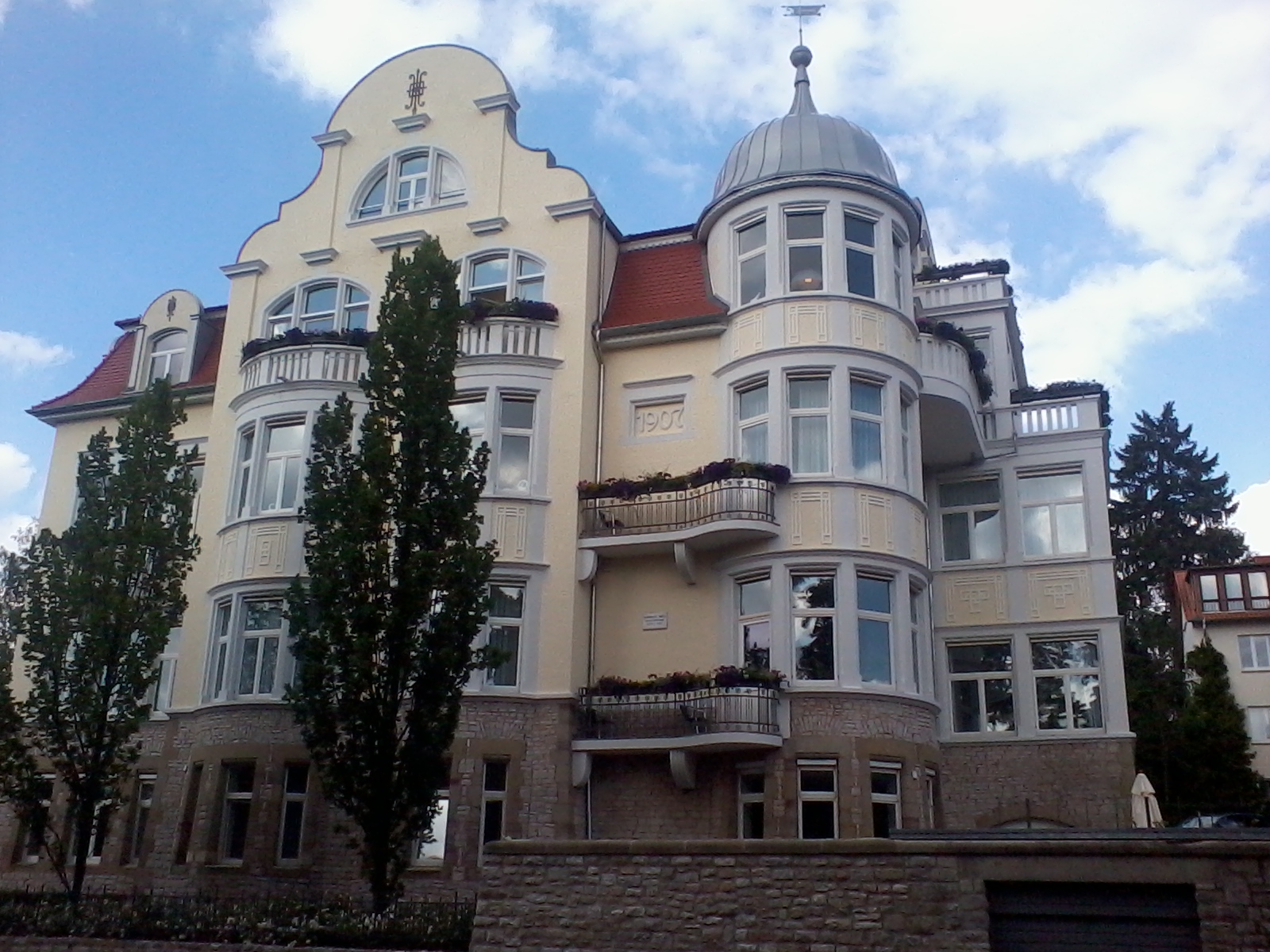
Villa Merkelstraße 3

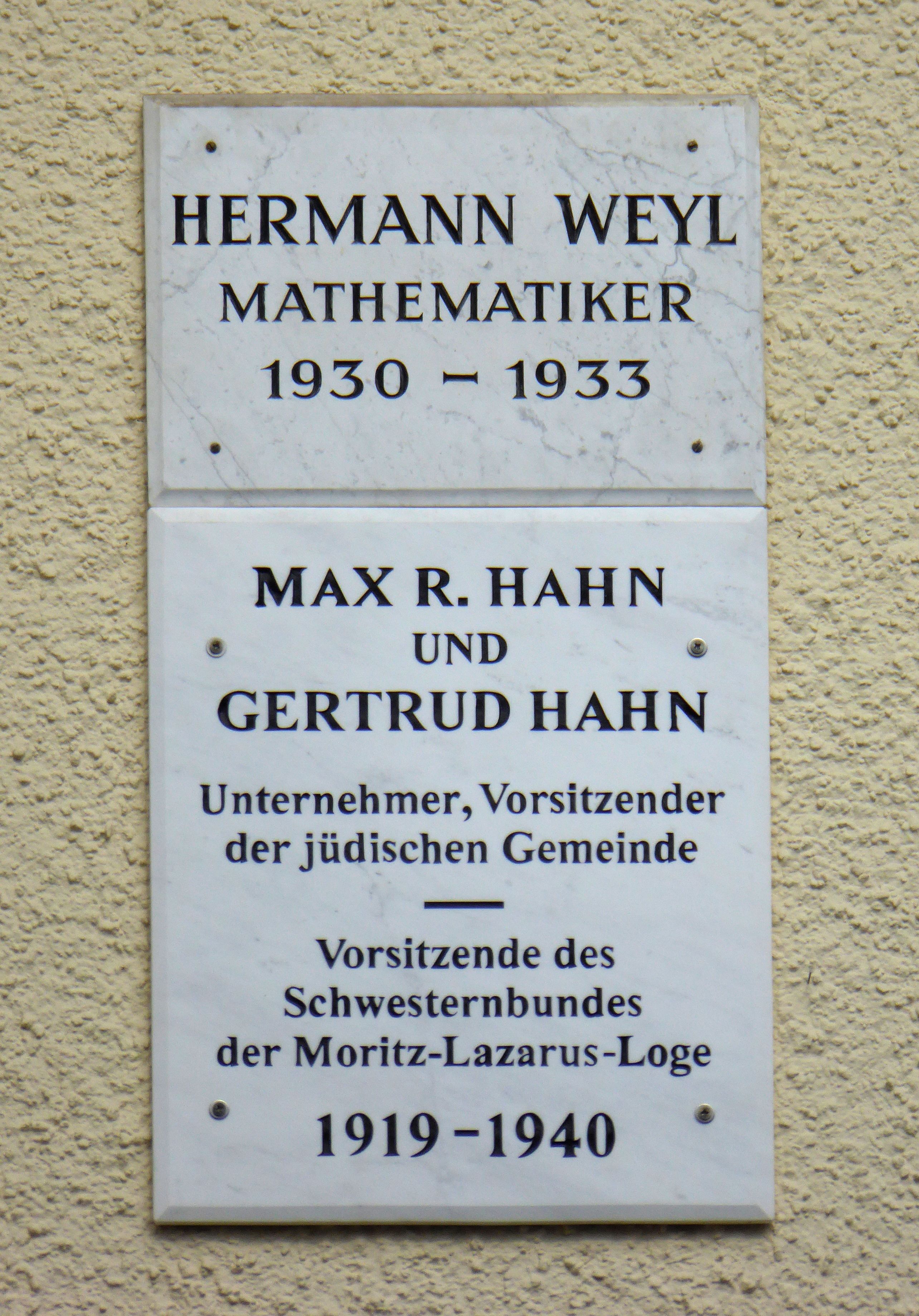
Gedenktafeln an der Villa Merkelstraße 3

Im Februar 1919 kehrte Max Raphael Hahn, der im Juni 1917 die aus einer Halberstädter Handschuhdynastie stammende Gertrud Lasch (geb. 14. Juli 1893 in Halberstadt, ermordet 1941 in Riga) geheiratet hatte, nach Göttingen zurück und erwarb Anfang September 1919 eine Villa in der Merkelstraße 3, in der Paar am 3. Dezember 1919 der Sohn Rudolf und am 22. März 1922 die Tochter Hanni geboren wurde.
Max Raphael und Gertrud Hahn wuchsen beide im orthodoxen Judentum auf, und so richtete sich das Leben der Familie nach dem Rhythmus der jüdischen Feiertage. Auch hielten die Hahns die Schabbatruhe, obwohl die gesamte christliche Umwelt an diesem Tag arbeitete. Doch anders als zuvor noch ihre Eltern vollzogen Max Raphael und Gertrud Hahn in ihrem Alltag eine Versöhnung des orthodoxen mit dem in Göttingen vorherrschenden Reformjudentum, das sich in der großen und 1895 erweiterten Alten Synagoge in der Unteren Masch 1 materialisiert hatte, an die nach den Zerstörungen des 9. und 10. Novembers 1938 das 1973 errichtete Mahnmal am Platz der Synagoge erinnert. Es gab in Göttingen nach dem Bau der Synagoge weiter eine kleine orthodoxe Gemeinde, die als Austrittsgemeinde bezeichnet wurde, weil deren Mitglieder ihre Sitze in der neuen Synagoge gekündigt hatten. Und dieser Austrittsgemeinde hatten ursprünglich nicht nur Raphael Hahn, der Stammvater der Familie, sondern auch die Söhne Nathan und Max Raphael angehört. Doch nach dem Ersten Weltkrieg und seiner Rückkehr nach Göttingen schloss sich Max Raphael Hahn der reformorientierten jüdischen Mehrheitsgemeinde an und wurde im Oktober 1921 einer der drei Vorsitzenden der Gemeinde. Dieses Amt bekleidete er in beeindruckender Kontinuität fast zwanzig Jahre lang bis zu seiner Vertreibung aus Göttingen im April 1940.
In seiner langen Amtszeit wurde Max Raphael Hahn – wie es der Göttinger Rabbiner Hermann Ostfeld später ausdrückte – zur dominierenden Persönlichkeit der Göttinger jüdischen Gemeinde und prägte jahrzehntelang deren Geschicke nach innen wie außen. Darüber hinaus engagierte er sich gemeinsam mit seiner Frau Gertrud in der Göttinger Ortsgruppe der jüdischen Moritz-Lazarus-Loge, deren Name zugleich als ein Programm gelesen werden kann: Denn die Göttinger Loge war nach dem erst 1903 verstorbenen linksliberalen jüdischen Philosophen Moritz Lazarus benannt, der sich in seinen Schriften um die Verbindung von religiöser und nationaler Identität bemüht hatte und am Ende des 19. Jahrhunderts der prominenteste Laienführer des liberalen Judentums war. Der Einfluss der Loge, der alle wohlhabenden und gebildeten Männer der jüdischen Gemeinde angehörten, ging weit über ihre zumeist nicht besonders hohe Mitgliederzahl hinaus. Insbesondere waren die Logen reichsweit maßgeblich am Aufbau eines modernen Netzes jüdischer Wohlfahrtspflege in Deutschland beteiligt. Satzungsgemäß verlangte die Loge von jedem ihrer Mitglieder, jederzeit den Beweis dafür anzutreten, „daß Judentum gleichbedeutend ist mit rechtschaffenem Verhalten, mit der Betätigung der höchsten Grundsätze der Ethik und Humanität, daß das Bekenntnis der jüdischen Religion dem Juden zur Ehre gereicht“ (aus den Gesetzen der Göttinger Ortsgruppe der Loge von 1921, S. 4). Der Präsident der Loge wurde jeweils für zwei Jahre von den Mitgliedern gewählt. Mindestens einmal bekleidete Max Raphael Hahn in der Zeit vor 1933 auch dieses Amt.
Frauen waren von der Mitgliedschaft in den Logen ausgeschlossen. Doch gab es seit 1886 den Logen angegliederte Schwesternschaften. 1933 (und vielleicht auch schon früher, wozu sich aber keine Dokumente erhalten haben) wurde der Schwesternbund der Moritz-Lazarus-Loge in Göttingen von Gertrud Hahn geleitet.
In der Zeit der Verfolgung war Max Raphael Hahn der ruhende Pol in der Gemeinde, der trotz eigener großer Sorgen sich um alle in Not geratenen Gemeindemitglieder persönlich kümmerte, manchem zur Emigration verhalf und für viele ein tröstendes Wort hatte. Dem jungen Rabbiner Hermann Ostfeld, der erst 23-jährig 1935 nach Göttingen berufen worden war und der sich nach seiner Emigration nach Palästina im Oktober 1938 in Zvi Hermon umbenannt hat, hat später Erinnerungen an seine Göttinger Zeit verfasst und darin auch ein eindrückliches Bild von dem unaufdringlichen sorgenden Wirken Max Raphael Hahns in der Gemeinde gezeichnet.
Von den ursprünglich fast 500 jüdischen Göttinger Einwohnern lebten im Oktober 1938 nur noch etwa 220 in Göttingen. Diese wurden fast ausnahmslos Opfer der brutalen Übergriffe von SS und SA, die in der Reichspogromnacht vom 9. auf den 10. November 1938, aber auch noch an den beiden folgenden Tagen in Wohnungen oder Geschäftsräume eindrangen, die Einrichtungen verwüsteten, die Lager plünderten, die Bewohner misshandelten und ohne Unterschied Männer, Frauen und auch Kinder verhafteten. Max Raphael Hahn und seine Familie waren als wohlhabende Juden besonderen Schikanen ausgesetzt. Mitten in der Nacht zum 10. November, gegen zwei Uhr morgens brachen SS-Männer mit Äxten in die Villa in der Merkelstraße 3 ein, holten die Hahns aus dem Schlaf und verwüsteten ihr Zuhause. Sie zerschlugen die Türen und Fenster und zerstörten Möbel, Kunstwerke und Antiquitäten und trieben die Familie im Nachthemd auf die Straße. Max Raphael und Gertrud Hahn, sein Bruder Nathan und dessen Frau Betty, deren Wohnung in der Baurat Gerber Straße 19 ebenfalls verwüstet worden war, wurden verhaftet. Die beiden Frauen wurden am nächsten Tag wieder freigelassen, und Nathan Hahn kam am 19. November 1938 wieder nach Hause. Nur Max Raphael Hahn blieb als Einziger bis zum 15. Juli 1939 in Haft. Das war der Grund, warum ihm und seiner Frau nicht mehr rechtzeitig die Emigration gelang, für die Verwandte in den USA und England schon alles vorbereitet hatten. Ihre beiden Kinder konnten 1939 noch nach England entkommen.
Nachdem als Ergebnis der jahrelangen systematischen Beraubung der jüdischen Bevölkerung die Hahnschen Unternehmungen zum 1. März 1939 hatten liquidiert werden müssen, zogen Max Raphael und Gertrud Hahn im April 1940 nach Hamburg, in der Hoffnung, von dort doch noch emigrieren zu können. Doch diese Hoffnung war vergebens. Am 6. Dezember 1941 wurden sie von Hamburg aus nach Riga deportiert. Gertrud Hahn, die zuckerkrank war, starb möglicherweise schon auf dem Transport, Max Raphael Hahn wurde spätestens im März 1942 bei der sogenannten Aktion Dünamünde, einer großen Erschießungsaktion in einem Wald bei Riga, ermordet.
Der Sohn Rudolf wanderte von Großbritannien nach Kapstadt aus und änderte seinen Namen zu Roger Hayden. Er ist der Vater des kanadischen Genetikers Michael R. Hayden.

## Die Judaica-Sammlung von Max Raphael Hahn
Max Raphael Hahn war nicht nur ein erfolgreicher und (vor 1933) in Göttingen auch sehr angesehener Unternehmer, sicherlich der wichtigste Vorsitzende in der Geschichte der jüdischen Gemeinde Göttingens, sondern auch ein bedeutender Sammler, und zwar vor allem, wenn auch nicht nur, ein Sammler von Judaica, also von jüdischen Kultusobjekten. Seine Judaica-Sammlung war zwar verglichen mit der anderer bedeutender Sammler nicht besonders groß, aber so hochwertig, dass sie in dem im Berliner Philo-Verlag erstmals 1934 erschienenen Philo-Lexikon. Handbuch des jüdischen Wissens in einem Atemzug mit den Sammlungen der Rothschilds und der Sassoons genannt wurden. Schon Max Raphaels Vater, Raphael Hahn, hatte mit dem Sammeln von Judaica begonnen, sein Sohn Rudolf (Roger Hayden) und dessen Söhne Jonathan und Michael setzten diese Tradition fort.
Seit 2011 bemühen sich die Nachfahren von Max Raphael und Gertrud Hahn die Geschichte ihrer Familie im Rahmen des Hahn Research Projects aufzuarbeiten. Durch Nachforschungen im Bestand des Städtischen Museums Göttingen wurde eine Reihe Objekte aus dem Besitz der Familie Hahn identifiziert (Möbel, kunsthandwerkliche Gegenstände, Graphik etc.), die 2014 offiziell an die Familie zurückgegeben wurden. Sie befinden sich heute als Dauerleihgabe der Familie im Städtischen Museum Göttingen. In der Folge wurden im Rahmen des Hahn Research Projects weitere Nachforschungen zum Verbleib des Familienbesitzes und der Judaica-Sammlung angestellt. Mit Hilfe von Katalogangaben und historischer Fotos aus dem Familienbesitz konnte im Hamburger Museum für Kunstgewerbe der sogenannte Jacobsbecher aus der Sammlung Hahn identifiziert werden. Er wurde im November 2018 offiziell an die Familie zurückgegeben. 
Dem Schicksal der von der NS-Justiz beschlagnahmten Hahnschen Judaica-Sammlung widmet sich das in Zusammenarbeit mit den Nachfahren der Familie Hahn von der Göttinger Historikerin Cordula Tollmien verfasste Buch „Das Vermächtnis des Max Raphael Hahn. Göttinger Bürger und Sammler – eine Geschichte von Leben und Tod, mutiger Beharrlichkeit und der fortwirkenden Kraft der Familientradition“, das 2014 im Hogrefe Verlag erschienen ist.
2019 zeigt das Vancouver Holocaust Education Centre eine Ausstellung zur Geschichte der Familie und ihrer Sammlung.

## Erinnerung
Am 8. November 2017 wurde eine Gedenktafel für das Ehepaar Hahn an deren Villa in der Merkelstraße enthüllt.
Seit dem 7. Februar 2018 erinnern acht Stolpersteine vor dem Wohn- und Geschäftshaus in der Göttinger Weender Straße 70 an das Schicksal von Max Raphael Hahn und seiner Angehörigen.